# Chefen
Chefen (franska: Une étrange affaire) är en fransk dramafilm från 1981 i regi av Pierre Granier-Deferre.

## Utmärkelser
Filmen vann Louis Delluc-priset 1981.

## Roller (urval)
- Michel Piccoli – Bertrand Malair
- Nathalie Baye – Nina Coline
- Gérard Lanvin – Louis Coline
- Jean-Pierre Kalfon – François Lingre
- Jean-François Balmer – Paul Belais
- Dominique Blanchar – Louis mor
- Pierre Michael – Doutre, pr-chef
- Humbert Balsan – Jean-Loup
- Nicolas Vogel – René
- Jacques Boudet – M. Blain, personalchef
- Dominique Zardi – Gruault